# Kuglasta loptarka
Kuglasta loptarka (lat. Pilularia globulifera), vodena biljna vrsta iz roda loptarki, raširena uglavnom po Europi (uključujući Hrvatsku), a od Azije u Kazahstanu.
P. globulifera je vrsta paprati nalik travi koja raste po rubovima plitkih močvara i bara. Ima vitke, zelene stabljike s finim, igličastim lišćem koje je poredano u pršljenove duž puzave stabljike. Naraste do 8 cm visine. Sporokarpi, koji sadrže reproduktivne strukture biljke, mali su, sferični i zelene boje, nalik sitnim zelenim perlicama. Obično se nalaze u podnožju biljke i pružaju zanimljiv vizualni izgled. 

## Sinonimi
- Calamistrum globuliferum (L.) Kuntze; Revis. Gen. Pl. 2: 822 (1891)
- Pilularia natans Mérat; Fl. Paris ed. II, 2: 283 (1821)
- Pilularia globulifera f. submersa Glück; (1923), nom. illeg.
- Pilularia globulifera f. terrestris Glück; (1923)